# پلرود

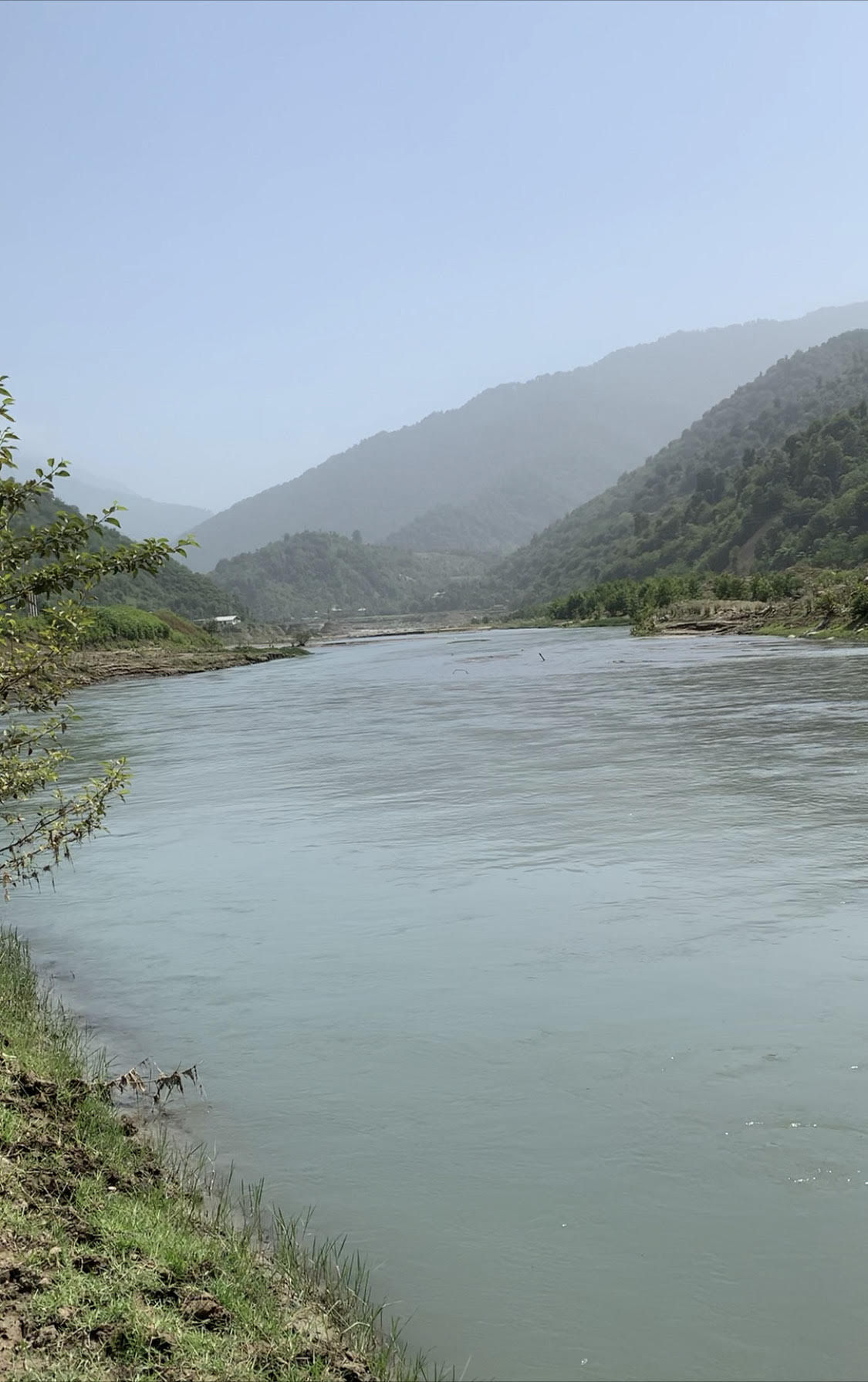
رودخانه پلرود پرآبترین رودخانه در حوضه آبریز لاهیجان-نور در زیرحوضه شرق گیلان و در شهرستان رودسر جاری است.

پلرود یا پلورود واقع در شهرستان رودسر، پرآبترین و بزرگ‌ترین رودخانه جاری در زیرحوضه آبریز شرق گیلان از حوضه آبریز لاهیجان-نور و دومین رودخانه بزرگ استان گیلان بعد از سپیدرود می‌باشد. پلرود [پلورود] در زبان گیلکی به معنای رود بزرگ (پیل + رود) است. این رود از اشکورات واقع در البرز مرکزی در بخش رحیم آباد شهرستان رودسر سرچشمه می‌گیرد و در سواحل شهر کلاچای در شهرستان رودسر به دریا می‌ریزد. رودخانه پلرود پس از سفیدرود پرآب‌ترین رود گیلان است و از دو شاخه اصلی تشکیل شده است. شاخه اولی که از ارتفاعات اشکور سرچشمه می‌گیرد با رودخانه‌های تینکارود و کاکرود شاخه پلرود را می‌سازد. شاخه دوم که از کوه‌های دیلمان و شاهی‌جان و لسبو چشمه می‌گیرد بنام چاک‌رود مشهور است. این دو شاخه در محلی بنام می‌پل به هم ملحق شده و از آن پس پلرود را تشکیل می‌دهند. وسعت حوضه آبریز پلرود در ایستگاه درازلات که ایستگاه آب سنجی این رود می‌باشد، ۱۵۶۴ کیلومتر مربع و ارتفاع متوسط حوضه ۱۸۸۳ متر است. طول شاخه اصلی رودخانه ۶۰ کیلومتر و وسعت اراضی آبخور این رودخانه ۸۱۴۷ هکتار می‌باشد.

## مشخصات حوضه آبریز پلرود
حوضه آبریز پلرود در شمال ایران و شرق استان گیلان قرار گرفته است. به طوری که از سمت شمال به دریای کاسپین از جنوب به حوضه آبریز شاهرود و رشته کوه‌های البرز، از غرب به حوضه آبریز شلمان‌رود و از سمت شرق به حوضه آبریز خشکه‌رود محدود شده است. این حوضه بین مختصات جغرافیایی ۴۹:۳۶ تا ۵۰:۳۳ طول جغرافیایی شرقی و ۳۶:۳۳ تا ۳۷:۰۶ عرض شمالی واقع شده است. نقشه روبرو موقعیت این حوضه در ایران، گیلان و شهرستان رودسر را نشان می‌دهد.
مساحت این حوضه ۱۷۶۴۲۷ هکتار می‌باشد که مرتفع‌ترین بلندی در منتهی‌الیه مرز جنوب شرقی حوضه بر روی رشته کوه البرز با ۳۹۰۰ متر ارتفاع از سطح دریا و پست‌ترین آن در نقطه خروجی با ارتفاع ۲۰ متر است. نواحی مرتفع کوهستانی حوضه پلرود را اراضی مرتعی تشکیل می‌دهد درحالی‌که ارتفاعات میانی بر سایه کوه‌های پوشیده از جنگل با تراکم زیاد در ارتفاعات بالاتر از ۴۵۰ تا ۵۰۰ متر از سطح دریا پوشیده شده است که با کاهش ارتفاع از تراکم جنگلها کاسته شده و به حد متوسط تا ضعیف در بستر رودخانه تبدیل می‌گردد. نوع این جنگل‌ها در تراز زیر ۲۵۰ متر از سطح دریا در حد متوسط است.
اراضی پست تراس‌های رودخانه عمدتاً تحت کشت شالی قرار گرفته است. در ارتفاعات، بخش عمده اراضی زیر کشت چای و درختان میوه قرار دارد و در صورت وجود خاک مناسب و دسترسی به آب در ارتفاعات نیز بخشی از اراضی زیر کشت شالی قرار گرفته‌اند.

## بررسی بارش و رژیم آبدهی رودخانه پلرود
بیشتر اراضی حاشیه رودخانه پلرود را زمین‌های کشاورزی تشکیل می‌دهد که عمدتاً به کشت دو محصول برنج و چای اختصاص دارد. حاصلخیزی این زمین‌ها به دلیل رسوبات بر جای مانده از رودخانه پلرود و همچنین آب این رودخانه است که باعث سیراب ساختن این زمین‌ها می‌گردد. حجم تخلیه آب و دبی رودخانه‌ها تابعی است از متغیر بارش، ریزش باران و حرکت آن به‌صورت رواناب، از این رو نوسانات زیادی در دبی و حجم تخلیه ماهانه رودخانه‌ها مشاهده می‌گردد. در فصل تابستان به دلیل کاهش بارندگی دبی رودخانه‌ها به‌شدت کاهش می‌یابد در چنین مواقعی از سال چشمه‌ها و آبهای حاصل از ذوب برفها منع تغذیه رودخانه‌ها بشمار می‌آیند. میزان بارندگی سالانه در این حوضه ۴/۱۳۵۶ میلیمتر و توزیع بارندگی به‌صورت ۶/۳۲ درصد در فصل پاییز، ۸/۳۰ درصد در فصل تابستان، ۵/۱۹ درصد در فصل زمستان و کمترین میزان ۱/۱۷ درصد مربوط به فصل بهار است. رژیم آبدهی رودخانه پلرود در محل ایستگاه درازلات براساس متوسط جریان سالیانه برابر ۴/۴۸۲ میلیون متر مکعب (۳/۱۵ متر مکعب در ثانیه) می‌باشد و رژیم آب این رودخانه برفی-بارانی است.

### پتانسیل کشاورزی در محدوده سد پلرود
در شرایط وضع موجود از ۲۷۷۲۶ هکتار اراضی تنها ۱۶۸۲۹ هکتار به کشت انواع شالی سفیدرود، بینام و صدری اختصاص یافته و مابقی ۱۰۸۹۷ هکتار به‌صورت دیم کشت می‌گردد. در شرایط آینده بدون طرح امکان توسعه منابع آب و تبدیل اراضی دیم به آبی محتمل بنظر نمی‌رسد و ترکیب کشت بدون اجرای طرح در آینده با تغییرات اندکی به همین منوال خواهد بود.
در شرایط اجرای طرح توسعه پلرود شامل احداث سد، کانال انتقال آب و زهکش‌ها و شبکه آبیاری تحت فشار، منابع تأمین کننده مورد نیاز کشاورزی، آب رودخانه‌های محدوده طرح با حجم ۳۸/۳۱۳ میلیون متر مکعب و آب زیر زمینی با حجم ۸۸/۵ میلیون متر مکعب مجموعاً ۲۶/۳۱۹ میلیون متر مکعب است که به اجرای الگو و ترکیب کشت پیشنهادی اختصاص می‌یابد. سطح اراضی زراعی که در شرایط طرح قابل آبیاری باشد عبارتست از ۳۲۰۸۷ هکتار که در آن اراضی شالی کاری با روش ثقلی و باغات چای با روش تحت فشار بارانی آبیاری می‌گردد.

#### ترکیب کشت پیشنهادی برای محدوده آبریز
به‌منظور استفاده بهینه از منابع آب و خاک و سرمایه‌گذاری ملی برای رسیدن به حداکثر ارزش اقتصادی همچنین تأمین نیاز غذایی جمعیت منطقه و با در نظر گرفتن نیروی کار و امکانات ماشینی، ترکیب کشت مناسب عبارت است از الگوی کشت برای ۲ محصول شالی و چای با سطح ۳۲۰۸۷ هکتار و در نظر گرفتن آبیاری ثقلی برای شالی و آبیاری بارانی برای باغات چای می‌باشد مطابق الگوی کشت ۵۸ درصد اراضی به کشت شالی و ۴۲ درصد باقی مانده به کشت باغات چای اختصاص می‌یابد.

## تاریخچه
رابینو در کتاب دارالمرز گیلان صفحه ۴۰۷ نوشته که 
ابن اسفندیار پلرود یا پلورود را به عنوان آخرین پناهگاه اسپهبد خورشید یاد کرده و گفته است که چون او فهمید خانواده‌اش را سپاهیان خلیفه اسیر کرده‌اند در سال ۱۴۴ هجری (۶۲–۷۶۱) در محلی به نام فلم خودکشی نمود.
همچنین رابینو در کتاب دارالمرز گیلان افزوده که 
این همان فلم است که سابقاً ناحیه مسکونی بوده و این رود اسمش را از آن گرفته و به نام فلم‌رود یا بلم‌رود نامیده شد و به مرور زمان این نام به پلورود یا پلی‌رود تغییر یافته است
که نظریه دومی بر معنای نام پلورود می‌باشد.

## سد مخزنی پلرود

### تاریخچه
سد مخزنی پلرود یکی از طرح‌های بزرگ تأمین آب در شرق استان گیلان می‌باشد مطالعات آن بین سالهای ۶۲ لغایت ۸۴ خاتمه یافته و در سال ۸۶ مصوبه کمیته تخصصی وزارت نیرو توسط شرکت سهامی آب منطقه ای گیلان اخذ شد. هدف از ساخت سد مخزنی پلرود، ذخیره و تنظیم آب رودخانه پلرود که دومین رودخانه بزرگ استان گیلان است می‌باشد که با ساخت آن، امکان آبیاری بالغ بر ۲۷۰۰۰ هکتار از اراضی شالیکاری و باغات شهرستان‌های رودسر و املش و تأمین آب شرب هفت شهر بزرگ شرق گیلان (رودسر، کلاچای، رحیم‌آباد، چابکسر، واجارگاه، املش، لنگرود) به میزان ۴۰ میلیون مترمکعب در سال و نیز تأمین انرژی برق آبی به میزان ۷۰ گیگاوات در سال میسر خواهد شد.
در حوضه آبریز شرق گیلان مجموعاً ۱۴ رود جاری است که سطحی معادل ۲۴ درصد از حوضه آبریز منطقه را شامل می‌شود. از رودهای پرآب حوضه آبریز شرق گیلان می‌توان به رودخانه‌های پلرود، کیارود، شیرارود و شلمانرود اشاره کرد که پلرود مهم‌ترین رود این ناحیه است و بخش عمده ای از منابع آبی کشاورزی منطقه را تأمین می‌کند. سد مخزنی پلرود در مسیر ۳۰ کیلومتری مرکز شهر رودسر به سمت اشکورات و در نزدیکی طول لات واقع شده است. طراحی و احداث این سد با هدف جلوگیری از هدررفت آب در ماه‌های غیرزراعی انجام گردیده است تا آب مورد استفاده در شرب و صنعت از مازاد آب سالیانه رودخانه پلرود تأمین گردد.
احداث سد پلرود نقش چشمگیری در توسعه و افزایش سطح زیر کشت دارد. براساس مطالعات به عمل آمده کل اراضی زراعی پلرود ۲۷۷۲۶ هکتار برآورد شده که ۱۶۸۲۹ هکتار در حدود ۶۱ درصد شالیزار که به سه رقم دانه کوتاه (اصلاح شده) دانه متوسط (بینام) و دانه بلند (صدری) تقسیم شده که به ترتیب ۱۶۳۲، ۲۷۷۷، ۱۲۴۲۰ هکتار سطح زیر کشت این ارقام می‌باشد. پس از شالیزار باغات چای ۳۵۰۳ هکتار، باغات مخلوط چای و مرکبات ۴۳۰۶ هکتار و باغات مرکبات با ۱۹۴۸ هکتار در مراتب بعدی قرار دارند. همچنین سطح زیر کشت کوهستان نیز ۱۱۴۰ هکتار می‌باشد.

### مشخصات فنی سد پلرود
مشخصات فنی سد پلرود عبارت از ارتفاع سد ۱۰۰ متر و حجم مخزن آن ۱۳۲ میلیون مترمکعب با قدرت تنظیم سالانه ۲۰۵ میلیون مترمکعب می‌باشد.

### عملیات اجرایی پروژه سد پلرود
قرارداد عملیات اجرایی پروژه سد مخزنی پلرود طی فرایند مناقصه عمومی که در سال ۸۸ برگزار شد با قرارگاه خاتم‌الانبیا ء منعقد و رسماً از تاریخ ۱۷ فروردین ۱۳۸۹ پروژه سد با نظارت شرکت مهندسی مشاور مهاب قدس آغاز شد. مبلغ قرارداد اولیه بالغ بر ۸۹۰ میلیارد ریال و مدت اولیه قرارداد ۶۶ ماه می‌باشد.